# پارک ملی بالبلاسنگ بالبلان
پارک ملی بالبلاسنگ بالبلان (به لاتین: Balbalasang–Balbalan National Park) یک پارک ملی در فیلیپین است که در منطقه اداری کوردیلرا واقع شده‌است.